# چارلز هارد تاونز
چارلز هارد تاونز (به انگلیسی: Charles Hard Townes) (زادهٔ ۲۸ ژوئیه ۱۹۱۵، گرینویل کالیفرنیا – درگذشتهٔ ۲۷ ژانویه ۲۰۱۵، برکلی، کالیفرنیا) فیزیکدان آمریکایی بود که در مورد لیزر و میزر تحقیقات بسیار داشت. چارلز تونز در سال ۱۹۶۴ به همراه با الکساندر میخایلوویچ پروخورف و نیکولای گنادیویچ پاسوف جایزه نوبل فیزیک را دریافت نمود. او استاد راهنمای علی جوان، ویلیام اسمیت، جیمز پ گوردون، روبرت و بوید، و رایموند چیاوو بوده‌است.

## زندگی‌نامه
چارلز تاونز، فرزند هنری کیت تاونز، و الن (هارد) تاونز است. وی در گرینویل محل زادگاهش به مدرسه و دانشگاه رفت. به فوتبال، شنا، زبان‌شناسی و تاریخ علوم طبیعی… علاقه داشت، پدرش وکیل بود و او را به مطالعه بیشتر دعوت می‌نمود. اولین کلاس فیزیک وی را شیفته کرد و از آن به بعد با پرسشهای بسیار روبرو شد. خودش گفته‌است دائماً می‌پرسیدم. چرا آسمان آبی است؟ چرا آب زلال است؟ چرا آتش گرم و نورانی است؟ شب کجا می‌رود؟ دوربین چگونه کار می‌کند.
در دانشگاه فورمن گرینویل، استادان وی با توجه به استعدادش وی را تشویق کردند فیزیک بخواند. چارلز تونز در دانشگاه دوک به تحصیل فیزیک ادامه داد و در انستیتو تکنولوژی کالیفرنیا دکترا گرفت. بعدها در آزمایشگاه‌های تلفن بل مشغول شد و در زمینه مخابرات و رادار به دستاوردهای تازه رسید که در جنگ دوم جهانی بکار رفت. در دانشگاه کلمبیا و دانشگاه استنفورد به مطالعات خودش در مورد ملوکولها و ماکروویو ادامه داد و در نهایت به میزر رسید. افراد دیگری جز او به این ایده (میزر) رسیده بودند. در سال ۱۹۵۲ ژوزف وبر از دانشگاه مریلند مستقل از چارلز تاونز به نتایجی رسیده بود. روبرت دیک هم این مسیر را پیموده بود. در مسکو نیز پروخورف و باسف به میزر نزدیک شدند و آن را ساختند.
البته نام میزر را چارلز تاونز و شاگردانش ابداع نمودند.

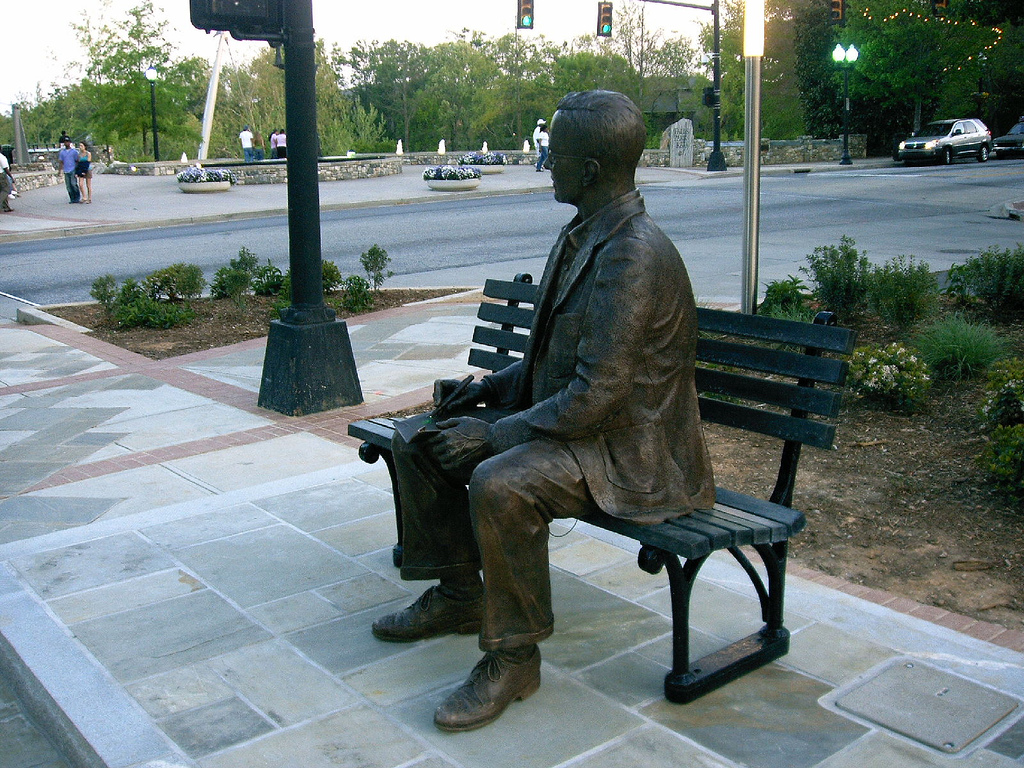
مجسمه چارلز تونز، گرینویل، جنوب کالیفرنیا

امروزه تاونز، شالو، و گلد به‌عنوان مخترعان اصلی لیزر شناخته می‌شوند. هرچند که افراد دیگری نیز در این زمینه نقش داشته‌اند. هنگام ثبت اختراع میزر و لیزر، گوردون گولد که مدعی بود لیزر حاصل تلاش‌های او است، معترض شد.
به خاطر استفاده از تحقیقات چارلز تاونز در ارتش، سیستم رادار و جنگهای سلطه طلبانه (به ویژه جنگ ویتنام)، برخی بر او خرده گرفته‌اند. او پاسخ داده‌است: علم به انسان قدرت می‌دهد، او باید این قدرت را در راه نیک به کار ببرد. از لیزر البته می‌توان سلاح کشتار جمعی ساخت، کما اینکه از انرژی هسته‌ای بمب ویرانگر. اما دانش و علم زیبا است و می‌تواند به انسان خدمات بزرگی بکند. آنچه زشت است سوءاستفاده قدرتها از دستاورد دانشمندان است.ویدئو در یوتیوب

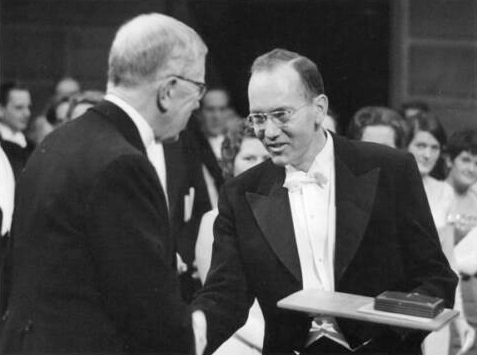
هنگام دریافت جایزه نوبل فیزیک ۱۹۶۴

چارلز تاونز علاوه بر جایزه نوبل و تمپولوتون و روم فورد، بیست و هفت مدال افتخار از دانشگاه‌های مختلف و جوایز بسیاری از دولتها و موسسات علمی کسب نموده‌است. او در بسیاری از پروژه‌ها ازجمله در فرود اولین انسان به کره ماه شرکت فعال داشته و در مورد سیاهچاله‌ها و ستاره‌شناسی هم تحقیق کرده‌است.
چارلز تاونز به عنوان یک فیزیکدان به تنظیم‌شده بودن جهان باور داشته و بر این مسئله تأکید دارد که از نظر قوانین ریاضی و احتمالات، جهان می‌توانسته‌است به بی‌شمار حالت پدید آید، اما فقط نمونه بسیار خاصی از این حالات است که پیدایش و ادامهٔ حیات را برای ما انسان‌ها میسر می‌سازد.

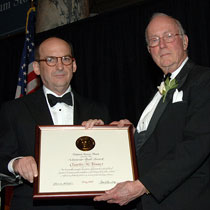
تاونز در سمت راست ۲۰۰۶

در مقاله‌ای که با عنوان همگرایی علم و دین نوشته‌است اشاره می‌کند که جهان ما بیهوده و عبث نیست و ما نیز نباید به پوچی درغلطیم. همه چیز، حتی هرآنچه ما بی نظمی می‌پنداریم، از دید یک عالم آشنا به ریاضیات نظم است.
چارلز تاونز در یک سخنرانی برای دانشجویان از Big Bang (مهبانگ) صحبت کرده و می‌پرسد: جهان ما در ۹ بیلیون سال پیش چگونه به وجود آمد؟ با چشم علم که بنگریم هیچ چیز بدون دلیل نیست…

## زندگی شخصی
چارلز تاونز در سال ۱۹۴۱ ازدواج کردو حاصل این ازدواج ۴ فرزند دختر بود (لیندا، الن، چارلی، هولی)، و در برکلی کالیفرنیا زندگی می‌کرد.

## سفر چارلز تاونز به ایران

اصفهان، نخستین سمپوزیوم لیزر جهان سپتامبر ۱۹۷۱، اجتماع ۷۰ نفری فیزیکدانان جهان

در سال ۱۹۷۱ بسیاری از فیزیکدانان جهان از جمله پدر لیزر (چارلز هارد تونز)،
الکساندر میخایلوویچ پروخورف، دکتر علی جوان، سرجیو پریرا پورتو، نیکولاس برومن برگن، بوریس استوچف، پییریاکویی نوت، رایموند کیدر، آرتور لئونارد شالو… و ده‌ها فیزیکدان دیگر به ایران (اصفهان) آمدند و در نخستین سمپوزیوم لیزر (سمپوزیوم در فیزیک بنیادی و کاربردی لیزر، اصفهان)، شرکت نمودند. در مورد این سمپوزیوم علاوه بر گزارش Atomic Coherent States in Quantum Optics و کتاب Highly Excited States of the Helium
یک کتاب کوچک ۱۳۳ صفحه‌ای از «آبراهام هرتزبرگ» با عنوان Developments in High Power Laser Research و یک جزوه ۱۸ صفحه‌ای که «ویلیام ژوزف کوندل» منتشر نموده، کتاب قطوری هم در ۹۶۰ صفحه منتشر شده‌است.
در این مجمع علمی از تلاشهای تئودور میمن کاشف لیزر حالت جامد یاد شد.
در نخستین سیمپوزیوم لیزر در مورد تحقیقات نظری مبنی بر امکان نشر لیزری در ناحیه پرتو ایکس و رزونانس‌های اتمی و مولکولی در بیناب نمایی لیزری تبادل نظر شد.
در سمپوزیوم لیزر در اصفهان، فروتنی و تواضع چارلز تاونز، همه را تحت تأثیر قرار داد. او با همسرش فرانسس به ایران آمد.
این سیمپوزیوم ۲۹ اوت – ۵ سپتامبر ۱۹۷۱ با حمایت دانشگاه صنعتی شریف تهران (آریامهر سابق) و با همکاری دانشگاه اصفهان و مؤسسهٔ فناوری ماساچوست (MIT) در دانشگاه اصفهان برگزار شد. از همایش اولین لیزر تئودور میمن و شماری از دانشمندان فیزیک در ۱۶ می ۱۹۶۰ که بگذریم ـ سمپوزیوم لیزر در اصفهان نخستین کنفرانس بین‌المللی لیزر در جهان بود.

## تالیفات
چارلز تاونز بخشی از تحقیقاتش را در فیزیک و ستاره‌شناسی چاپ کرده و متأسفانه هیچ‌کدام به فارسی ترجمه نشده‌است. بخشی از تحقیقات چارلز تونز که به کمک دیگران منتشر نموده‌است.
W. C. Danchi, M. Bester, C. G. Degiacomi, L. J. Greenhill, and C. H. Townes، “Characteristics of dust shells around thirteen late-type stars، ” AJ107, 1469 (1994).

R. Genzel, D. Hollenbach, and C.H. Townes، “The nucleus of our galaxy، ” Rep. Prog. Phys.57, 417 (1994).

A. Poglitsch, N. Geis, R. Genzel, F. Herrmann, J. M. Jackson, S. C. Madden, T. Nikola, G. J. Stacey, and C. H. Townes، “Far-infrared observations at the center of the galaxy، ” The Nuclei of Normal Galaxies, R. Genzel and A.I. Harris (Eds.)، 445, p. 239, Kluwer (1994).

W. C. Danchi, L. Greenhill, M. Bester, C. G. Degiacomi, and C. H. Townes، “Long baseline interferometric observations of circumstellar dust shells at 11 microns، ” Very High Angular Resolution Imaging, J. G. Robertson and W. J. Tango (Eds.)، 383, Kluwer (1994).

R. N. Treuhaft, S. T. Lowe, M. Bester, W. C. Danchi, and C. H. Townes، “Vertical scales of turbulence at the Mount Wilson Observatory، ” Ap. J.453, 522 (1995).

L. J. Greenhill, F. Colomer, J. M. Moran, D. C. Backer, W. C. Danchi, M. Bester, and C. H. Townes. “The circumstellar envelope of VX Sgr، ” Ap. J.449, 365 (1995).

M. Bester, W. C. Danchi, D. Hale, C. G. Degiacomi, C. H. Townes, D. Mèkarnia, and T. Geballe، “Measurement at 11 micron wavelengths of the diameters of Alpha Ori and Alpha Sco; changes in effective temperature of Alpha Ori and very recent dust emission، ” Ap. J.463, 336 (1996).

A. Poglitsch, R. Genzel, S. Madden, T. Nikola, R. Timmermann, N. Geis, and C. H. Townes، “Far infrared fine structure line observations of the galactic center radio arc، ” in The Galactic Center, R. Gredel (Ed.), ASP Conf. Series 102, 114 (1996).

C. H. Townes، “A physicist courts astronomy، ” Prefatory Chapter IN Annual Review Astronomy and Astrophysics، ” Vol. 35 (1997).

S. Madden, A. Poglitsch, N. Geis, G. J. Stacey, and C. H. Townes، “[C II] 158 micron observations of IC 10: evidence for hidden molecular hydrogen in irregular galaxies، ” Ap. J. 483, 200 (1997).

J. D. Monnier, M. Bester, W. C. Danchi, M. A. Johnson, E. A. Lipman, C. H. Townes, P. G. Tuthill, and T. R. Geballe، “Observations and modeling of the nonuniform dust outflow around the red supergiant NML-Cygni، ” in A Half Century of Stellar Pulsation Interpretations: A tribute to Arthur N. Cox, P.A. Bradley and J.A. Guzik (Eds.), APS Conference Series 135, p. 329 (1998).

T. Nikola, R. Genzel, F. Hermann, S. C. Madden, A. Poglitsch, N. Geis, C. H. Townes, and G. J. Stacey، “[CII] emission from NGC 4038/39 (The “Antennae”)، ” Max-Planck-Institute fur Extraterrestrische Physik, Preprint 441، (1998) Ap. J. (in press).

J. D. Monnier, W. C. Danchi, D. S. Hale, P. G. Tuthill, and C. H. Townes، “Mid-infrared interferometry on spectral lines: III ammonia and silane around IRC + 10216 and VY CMa”، Ap. J.543, 868 (2000).

J. Weiner, W. C. Danchi, D. D. S. Hale, J. McMahon, C. H. Townes, J. D. Monnier, and P. G. Tuthill، “Precision measurements of the diameters of Orionis and Ceti at 11 microns، ” Ap. J.544, 1097 (2000).

N. Short, W. Fitelson, D. Hale, and C. H. Townes، “Low Altitude Atmospheric Turbulence Characteristics at Mt. Wilson Observatory” Proceedings of SPIE, V488, 803 (2003)

J. Weiner, D. Hale, C. H. Townes، “The Variability of Late-Type Stars Diameters Measured Using Mid-Infrared Interferometry”، “Interferometry for Optical Astronomy II”، Conferences, August 22-28, 2002, Waikolea, Hawaii, Proceedings of SPIE, Vol 4838. 172-180, 2003

J. Weiner, D. D. S. Hale, and C. H. Townes، “Asymptotic Giant Branch and Supergiant Stellar Diameters in the Mid-Infrared”، ApJ, Vol. 589, 976 (2003)

S. Tevousjan, J. Weiner, K. S. Abdeli, D. D. S. Hale, C. H. Townes، “Mid-Infrared Interferometry on Dust Shells around 4 Late Type Stars”، ApJ, Vol 611, 466 (2004)

J. Weiner, K. Tatebe, D. D. S. Hale, C. H. Townes, J. Monnier, M. Ireland, P. Tuthill, R. Cohen, R. K. Barry, J. Rajagopol, W. C. Danchi، “The Asymmetrical Dust Environment of IK Tau”، Ap.J. 636-1067 (2006)

K. Tatebe, A.A. Chandler, D.D.S. Hale, and C.H. Townes، “Characteristication of Dust Shell Dynamics and Asymmetry for 6 Mira-Type Stars, ApJ. 652, 666 (2006)

K. Tatebe, D.D.S. Hale, E.H. Wishnow, and C.H. Townes, Observation of a Burst of High-Velocity Dust from - Herculis, ApJ. Letters ~ April, 2007